# Ugo di Ugurgeri
Ugo di Ugurgeri (prima metà del XIII secolo – 1265) è stato un vescovo cattolico italiano.

## Biografia
Ugo di Ugurgeri, della famiglia senese degli Ugurgieri, fu vescovo di Grosseto succedendo ad Azio I intorno al 1260.
Il vescovo rivedette i confini delle giurisdizioni dei castelli di Istia d'Ombrone e di Roselle tra la mensa vescovile e il comune di Grosseto. Decretò che i canonici della cattedrale partecipassero agli esami della commissione di verifica e rogò le disposizioni finali in un atto rogato a Istia, presso il palazzo vescovile, nel 1262.
Morì intorno al 1265, anno in cui è documentato il suo successore Azio II.